# Universidade de Chulalongkorn

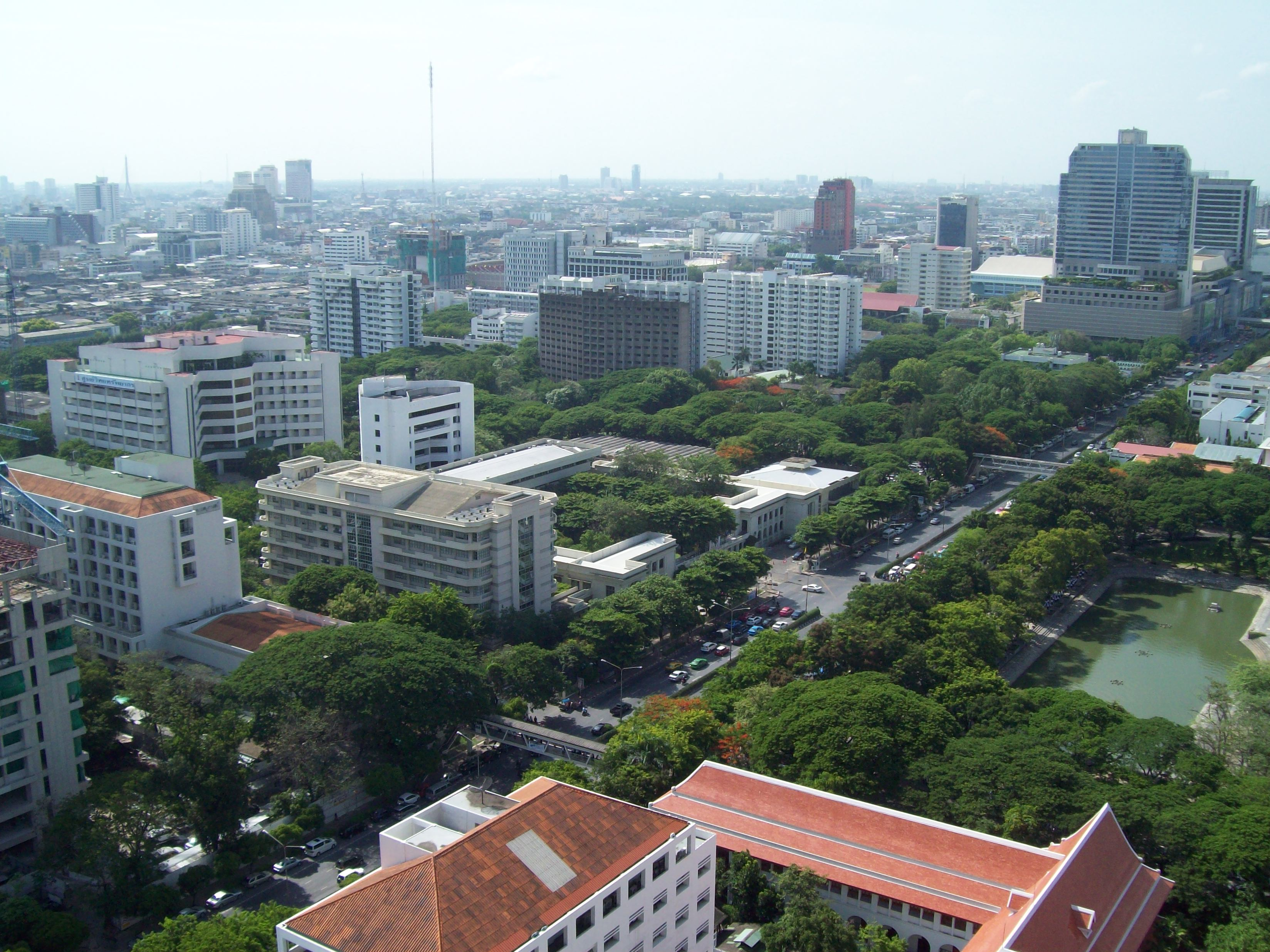
Vista aérea de parte dos prédios da Universidade.

A Universidade de Chulalongkorn (em tailandês จุฬาลงกรณ์มหาวิทยาลัย) é a mais antiga instituição de ensino superior da Tailândia, bem como uma das universidades mais prestigiadas do país. Foi nomeada em homenagem ao rei Chulalongkorn e foi estabelecida pelo filho desse, Vajiravudh, em 1917, após a união entre as escolas reais e a faculdade de medicina.
O campus da Universidade ocupa uma grande área da capital tailandesa, Banguecoque, próxima da zona comercial de Siam Square.

## Prêmios
- Primeira escola no sudeste da Ásia a receber rótulo de impacto de escola de negócios; [1]
- Uma das 100 melhores universidades do mundo para reputação acadêmica no QS World University Rankings 2021; [2]
- 1º lugar na Tailândia e em 45º no mundo por Sustaining Life on Land; [3]
- Melhor universidade da Tailândia pelas classificações das Melhores Universidades Globais de 2020. [4]

## Alunos famosos
A Princesa Sirivannavari Nariratana formou-se em Moda e Têxteis na Chula.  